# ليو رودريغيز (لاعب كرة قاعدة)
ليو رودريغيز (بالإسبانية: Liu Rodríguez) هو لاعب كرة قاعدة فنزويلي، ولد في 5 نوفمبر 1976 في كاراكاس في فنزويلا.

## وصلات خارجية
- ليو رودريغيز على موقعبيزبول رفرنس.كوم (الدوري الرئيسي) (الإنجليزية)
- ليو رودريغيز على موقعبيزبول رفرنس.كوم (الدوري الثانوي) (الإنجليزية)